# Alexandre Henri Gabriel de Cassini
Alexandre Henri Gabriel de Cassini  (Parijs, 9 mei 1781 – Parijs, 16 april 1832) was een Frans botanicus. Als oudste zoon erfde hij van zijn vader de adellijke titel Comte (graaf).
De Cassini's waren bekend als een geslacht van astronomen en cartografen, maar Alexandre Henri Gabriel koos voor een andere wetenschappelijke loopbaan en werd botanicus. Het feit dat zijn familie in zijn jeugd (van 1794 tot 1798) noodgedwongen naar het platteland moest verhuizen om de "revolutionaire storm" in Parijs te ontlopen, droeg daar wellicht toe bij. Terug in Parijs ging hij toch astronomie studeren aan het observatorium waar zijn vader Jean-Dominique Cassini directeur was geweest, maar de vijandelijke sfeer jegens zijn familie was er nog steeds aanwezig. Hij zette zijn astronomische studies daarom stop en wendde zich definitief tot de plantkunde.
Cassini werd een specialist op het gebied van de  composietenfamilie (Asteraceae). Onder de vele taxa die hij beschreef zijn de gekroonde ganzenbloem  en berghoefblad en de geslachten Eurybia en Pallenis. De geslachten Logfia, Gifola, Oglifa en Ifloga die hij beschreef waren alle anagram van Filago Linnaeus.
In 1827 werd hij verkozen als lid van de Académie des sciences. Hij stierf aan cholera.
Zijn publicaties in diverse tijdschriften en andere werken, en de artikelen die hij schreef voor de  "Dictionnaire des sciences naturelles" onder de algemene leiding van Frédéric Cuvier (een broer van Georges Cuvier), zijn verzameld in drie delen "Opuscules phytologiques" (twee delen verschenen in 1826 en een derde postuum in 1834).
De Schotse botanicus Robert Brown benoemde het geslacht Cassinia als eerbetoon naar hem.